# Hexatoma (Parahexatoma) aurantivertex
Hexatoma (Parahexatoma) aurantivertex is een tweevleugelige uit de familie steltmuggen (Limoniidae). De soort komt voor in het Afrotropisch gebied.